# Zęza

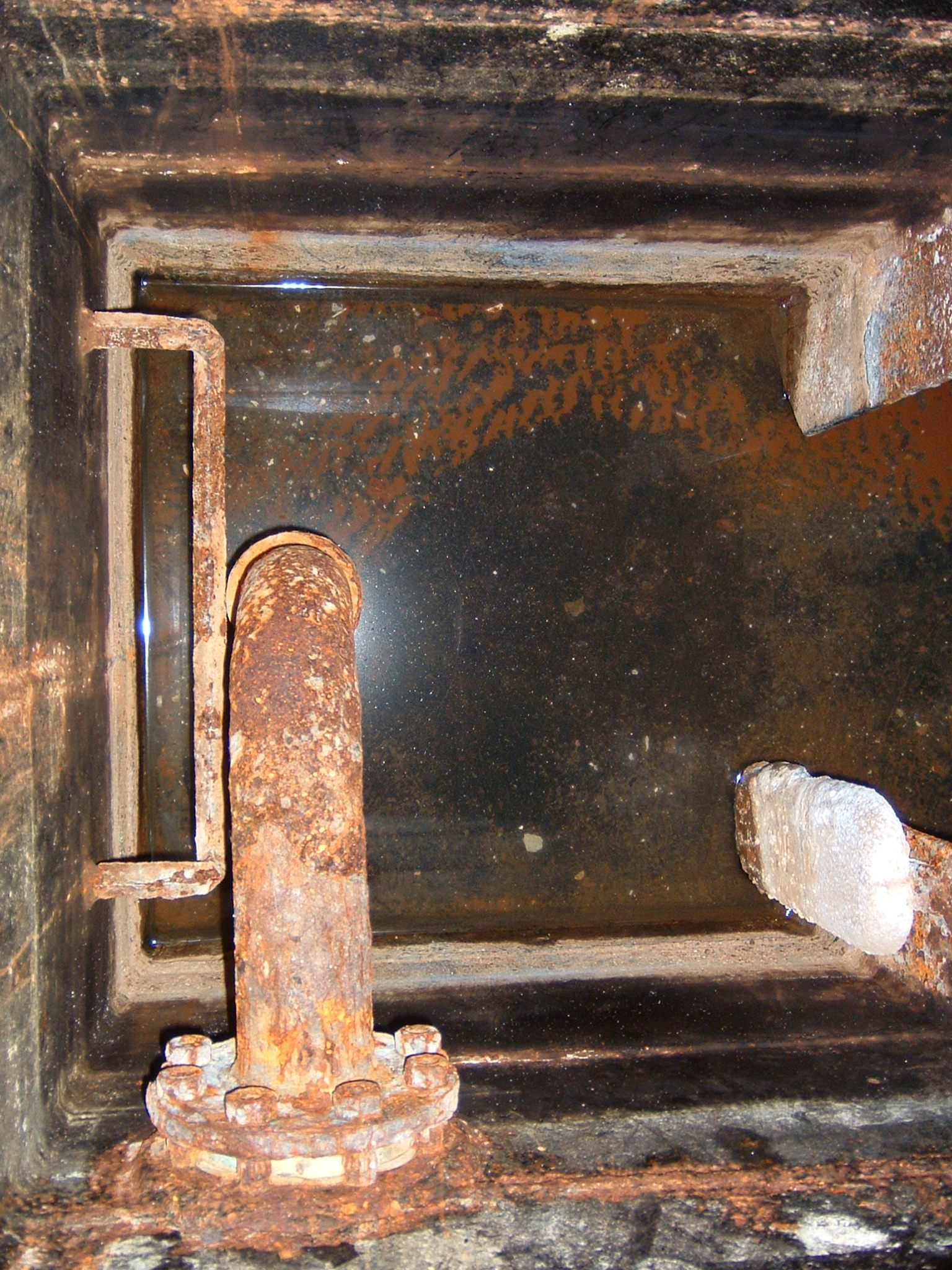
Studzienka zęzowa widziana z góry. Widoczna rura do opróżniania

Zęza, zenza – najniższe miejsce wewnątrz kadłuba jednostki pływającej (np. statku, kutra, jachtu), nieporozdzielanego wewnętrznie grodziami wodoszczelnymi. Zbiera się w nim woda wraz ze wszelkimi nieczystościami (jak rozlane paliwo, smary czy różne śmieci).
Zęza nie jest miejscem przechowywania wody zużytej na jednostce (do tego celu służy specjalny zbiornik). Znajdująca się w niej woda może natomiast pochodzić z wielu innych źródeł, np.:
- woda zaburtowa, która dostała się do wnętrza jednostki np. w wyniku nagłego zalania niezabezpieczonej jednostki przez fale, nieszczelności zabezpieczeń otworów lub niezamkniętych otworów oraz ewentualnych przecieków poszycia lub pokładu,
- woda i inne ciecze używane na jednostce, które zostały rozlane przypadkowo,
- przecieki z nieszczelnych instalacji i zbiorników,
- kondensacja pary wodnej we wnętrzu jednostki[3].

Wody zęzowe na mniejszych jednostkach usuwa się ręcznie, na większych za pomocą pomp zęzowych. W przypadku, gdy dno wnętrza kadłuba poprzedzielane jest elementami konstrukcyjnymi, to dla ułatwienia spływania wód zęzowych można stosować w tych elementach przepusty zęzowe zwane szpigatami.
Na statkach i okrętach mianem zęzy określa się też dno podwójne statku, w którym bardzo często usytuowane są zbiorniki paliwa oraz wody. Zęza zwiększa niezatapialność statku stanowiąc podwójną barierę dla wody zaburtowej. Na statkach z uwagi na to, że wody zęzowe są często zaolejone, nie można ich wypompowywać bezpośrednio do morza, należy je przekazać uprawnionej firmie w porcie do utylizacji.